# Osterc
Osterc je priimek več znanih Slovencev: 
- Adi (Adolf) Osterc (1918—2014), partizan, komercialist, gospodarstvenik in športni delavec
- Aljaž Osterc (*1999), smučarski skakalec
- Andreja Osterc Koprivšek, zdravnica pediatrinja
- Anton Osterc (1894—1991), učitelj, šolnik, germanist
- Bojan Osterc (*1964), "mumin" (prvi Slovenec v Meki)
- Božena Osterc (1920—2008), šahistka
- Darko Osterc, grafični (TV) oblikovalec
- Franc Ksav. Osterc (1885—1972), duhovnik, profesor
- Gregor Osterc (*1968), agronom, hortikulturnik, univ. profesor
- Jože Osterc (*1942), agronom, zootehnik, univ. profesor in politik (minister za kmetijstvo)
- Lidija Osterc (1929—2006), slikarka, ilustratorka
- Lucas Somoza Osterc (*1984), pevec baritonist
- Ludovik Osterc Berlan (1919—2004), literarni zgodovinar, hispanist, univ. profesor v Mehiki
- Marta Osterc Valjalo (1909—1943), pianistka (žena Slavka Osterca)
- Milan Osterc (*1975), nogometaš
- Peter Osterc, plavalec
- Slavko Osterc (1895—1941), skladatelj, glasbeni pedagog in publicist
- Stanko Osterc (1909—1983), pravnik, prvoborec, sodnik
- Tadej Osterc, državni sekretar na Ministrstvu za zdravje
- Valerija Osterc (r. Žerjav) (1924—2021), geologinja, mineraloginja, univ. profesorica
- Vanja Osterc (*1995), pisatelj
- Zvonko Osterc (*1961), kasaški športnik, trener